# ボヴァリー夫人
『ボヴァリー夫人』（ボヴァリーふじん、仏：Madame Bovary）は、フローベールの長編小説。彼の代表作として知られると共に、19世紀フランス文学の名作と位置づけられている。
田舎の平凡な結婚生活に倦怠した若い女主人公エマ・ボヴァリーが自由で華やかな世界に憧れ、不倫や浪費を重ねたのち、借金に追い詰められ、服毒自殺に至る物語である。
1856年10月から12月にかけて文芸誌『パリ評論』に掲載され、姦通を賛美するような記述などから、翌1857年1月に風紀紊乱・宗教冒涜の罪（「公衆道徳および宗教に対する侮辱」）で起訴されるも、2月に無罪判決を勝ち取り、刊行本が同年4月にレヴィ書房より出版されるや、裁判沙汰の効果もあって飛ぶように売れ、たちまちベストセラーとなった。

## 総説
フローベールは本作品に約4年半の歳月をかけ、その執筆期間に徹底した文体の彫琢と推敲を行なった。ロマン主義的な憧れが凡庸な現実の前に敗れ去る様子を、精緻な客観描写、自由間接話法（作中人物の内面から生まれる言葉を活き活きと再現させる特色を持つ）を方法的に多用した細かな心理描写、多視点的な構成によって描き出したこの画期的な作品は、フランス近代小説を代表する傑作となり、作中人物に寄り添った、その「視点」の小説技法は、その後のジェイムズ・ジョイスをはじめとする前衛的小説やヌーヴォー・ロマンの先駆けとしても位置づけられている。サマセット・モームは、本作品を『世界の十大小説』の1つに挙げている。
言語の美を構築した本作品は写実主義を憎悪したフローベールの意に反して写実主義の傑作と評され、彼は「リアリズムの父」と呼ばれるようになった。フローベールが「ボヴァリー夫人は私なのです」と言ったとされる有名な逸話があることでも知られており、夢と現実の相剋に悩むヒロインの性癖を表わす「ボヴァリスム」 (bovarysme) という造語も生まれた。この造語は、現実の自分とは違う自分を想い描き、それを実現できない無力感に苛立つことであり、それが嵩じると人生への漠然とした全面的欲求不満に苛まれ出す、といった様相の概念として、今日では辞書にも掲載されている。

## あらすじ

### 第一部
ある日、ルーアンの年少学校に内気そうな田舎の少年が転入してくる。シャルル・ボヴァリーという名の彼は、退職した軍医補の息子であった。まじめな勉強ぶりで中程度の成績を保って落第せず、そのうち親の希望で医学校に進み、トストの開業医となった。
仕事に就いたシャルルは両親の勧めるまま、持参金のたっぷりある年上の45歳の未亡人エロイーズと結婚する。しかし、結婚後にはやきもち焼きのこの女性が自分の資産について嘘をついていたことが判明し、舅と姑に糾弾され、まもなく心労がもとで喀血を経て急逝してしまう。独身者となったシャルルはしばらく気落ちしていたものの、以前に骨折を往診治療した農夫ルオーの親切に触れて親しく通うようになり、その一人娘エマに惹かれて彼女に求婚する。承諾が得られると客を大勢招いた田舎風の結婚式を執り行い、新たな結婚生活が始まった。
エマは修道院出の夢見がちで小説や物語を読んではロマンティックな空想に浸るのが好きだったため、実家の田舎暮らしに飽き飽きして結婚したにもかかわらず、やがてこの結婚生活にも自分が考えていたような恋の情熱も湧き立つような幸福も見出せないことに幻滅し始める。その思いは、ある日夫妻で侯爵家の舞踏会に招かれたことにより、いっそう強くなっていく。侯爵たちの豪華な生活と比べ、自分の平凡な家庭や凡庸な夫が心底から嫌になり、都会の社交生活に加われない自分を不幸な人間だと考えるようになる。

### 第二部
エマの神経症的な変調を場所のせいだと考えたシャルルは、トストを捨ててヨンヴィル・ラベーという村に移り住むことを決心する。ラベーでは俗物的な薬剤師オメー、その家の下宿人で公証人書記の青年レオンといった人物との交流のほか、田舎での新しい生活や出産といった出来事により、エマの気はやや紛れる。
エマはレオンに惹かれていき、レオンもまたエマに憧れるが、どちらからも言い出せないまま進展せず、レオンは法律の勉強のために都会での生活に惹かれてパリへ向かってしまう。幻滅したエマは、再び耐え難い退屈を感じ始める。そんな中、資産家の田舎紳士ロドルフが下男（雇い人）に瀉血を施してやるため、シャルルを訪ねてくる。エマに目をつけた遊び人のロドルフは、村で開かれた農業公進会の際に周りの目を盗んでエマに迫る。エマはロドルフの世慣れた態度に引かれ、誘われた乗馬についていった際に森の中で体を許してしまう。それからシャルルの目を盗んでの逢い引きが始まり、エマは毎日のように熱心な恋文をロドルフに送っては、恋愛を味わう幸福に浸る。一方、シャルルはオメーにそそのかされるまま足の外科手術に手を出して失敗し、患者である宿屋の下男の足を切断させることになってしまう。
シャルルの才能の無さにいっそうの幻滅を感じたエマは、義足を用立てた商人ルウルーにも次第に気を許し、彼に勧められるままぜいたく品をつけで買うことが習い性になったうえ、人目を盗んでの逢い引きに飽き足らずロドルフに駆け落ちを迫る。しかし、自分の生活を捨てる気のないロドルフは駆け落ちの約束を守らず、エマに別れの手紙を書いて馬車で姿を消す。ショックを受けたエマはヒステリックになり、やがて反動で信心深くなって信仰に救いを求めるようになっていく。そうした中、エマはシャルルに誘われて気晴らしのためにルーアンへ観劇に出かけ、住まいをそこに移していたレオンと3年ぶりに偶然再会する。

### 第三部
再会したレオンと互いに情熱を復活させたエマは、ピアノの稽古という口実を設けて毎週彼に会うが、つけで買ったぜいたく品のために高利貸しのルウルーへの借金が膨らんでいく。
エマはシャルルに知られないように地所を売るなど手を打つも品物を買う癖が抜けず、ついに裁判所から差し押さえの通知が来たため、返済のために奔走する。レオンやかつての恋人のロドルフから金を得られず、絶望の末に薬剤師の家に忍び込んで砒素を飲んでしまったエマは、応急処置もむなしく衰弱していく。やがて死の床で司祭から聖油を受けると、宗教的な荘重さによって慰謝されたかに見えたエマのもとには、最後の瞬間にまるで彼女の人生をあざけるように乞食の歌う卑猥な歌が聞こえてくる。エマは狂ったように笑い、息絶える。
こうして、シャルルは家具類をあらかた差し押さえられてなお多額の借金を抱え、それでもエマの不貞に気付いておらず理解できないまま、思い描いていた幸福な人生が突如として不幸に断ち切られたことに呆然となる。その後、エマを神聖視して自身も彼女のような生活態度を取ろうとした結果、娘のベルタに満足な服を買ってやることもできないほど借金で貧しくなったシャルルは、ついにエマの机から不貞の証拠となる手紙を見つけてしまう。一方、薬剤師のオメーは商売が成功し、新聞に気の利いた記事を書いて送り、子供も順調に育って幸福な生活を送っていた。自分にレジオン・ドヌール勲章が贈られないことを唯一の不満としていたオメーは、庭に勲章の星印をかたどった芝生を作らせて受章の知らせを毎日待ち、最後には念願の勲章を貰い受ける。
シャルルが庭先でエマの遺髪を握りしめたまま急死し、ベルタが遠い親戚に引き取られて工場へ働きに出されたところで、物語の幕は下りる。

## 登場人物
エマ・ボヴァリー
ヒロイン。片田舎の農民の娘。修道院の寄宿学校の出身。シャルルとの結婚生活に幻滅している。
なお、日本語版では名の "Emma" をエンマと訳しているものもある。
シャルル・ボヴァリー
エマの夫。医師。凡庸で小市民的な会話しかせず、結婚生活に安閑と落ちついて重々しく構えている。エマが理想とする男性像とかけ離れ、水泳もフェンシングもできず、ピストルも撃てない。
ベルタ・ボヴァリー
シャルルとエマの娘。
オメー
ヨンヴィル村の薬剤師。俗物。
レオン・デュピュイ
オメー家の下宿人。書記官。エマの不倫相手。
ロドルフ・ブーランジェ
遊び人の田舎紳士。エマの不倫相手。
ルウルー
ヨンヴィル～ルアンの商人。
ルフランソワ
ヨンヴィル村の宿「金獅子」の経営者。
エロイーズ
シャルルの最初の妻。
ジュスタン
オメーの使用人。エマに密かに憧れている。
イポリット
金獅子の下男。鰐足の手術を受ける。
テオドール・ルオー
農場主。エマの父親。

## 成立起源神話・反響

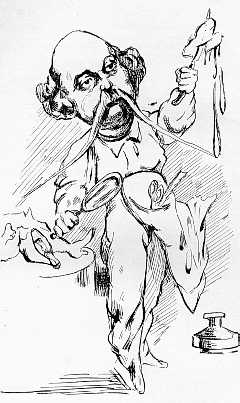
ボヴァリー夫人をメスで切り刻むフロベール。サント・ブーヴの評を踏まえた戯画。

『ボヴァリー夫人』は、35歳となっていたフローベールが公に発表した事実上のデビュー作である。習作時代にはロマン主義文学に熱狂していたフローベールだったが、友人マクシム・デュ・カンの『文学的回想』によれば、1849年9月に完成させた『聖アントワーヌの誘惑（第一稿）』をフローベールがデュ・カンとブイエの前で朗読した際、過剰な抒情性や比喩表現の仰々しさを2人は感じ、「ぼくたちは、そいつを火にくべてしまうべきだと思うよ。もう二度と話題にしてはいけないよ」とブイエはフローベールに言った。
ブイエは、気落ちするフローベールに、実際に起こっていたスキャンダルな事件（フローベールの父の弟子で軍医のドラマールとその後妻の若妻の自殺事件）を題材にしたらと提案した。デュ・カンと一緒に1849年10月から1851年6月までエジプト、ベイルート、パレスチナ、エルサレム、ダマスカス、イタリアに旅したフローベールは、1851年9月から『ボヴァリー夫人』の執筆に取り組んだ。4年半の執筆の間、当時の恋人のルイーズ・コレと恋愛中であったフローベールは、彼女に作品の推敲や進行状況を手紙で伝えている。
そして推敲を重ね、1856年4月にほぼ完成すると、友人デュ・カンは自身が編集人をしている雑誌『パリ評論』への掲載をフローベールに依頼し、同年10月から12月まで連載された。訴追を怖れたデュ・カンの懇願により一部分は削除されていたものの、「公衆の道徳および宗教に対する侮辱」罪として1857年1月に告訴されるが、2月7日に無罪となった（「ボヴァリー裁判」）。
裁判沙汰が逆に宣伝となり、4月に本が発売されると飛ぶように売れてベストセラーとなったが、当時の雑誌・新聞の書評は厳しいものが多かった。『ル・モニトゥール』ではサント・ブーヴが、幾分厳しい評価をした後でフローベールの文章を外科医のメスに喩えている。ボードレールは『ラルティスト』に好意的な評を書き、「エンマはほとんど男であり、著者は（おそらく無意識のうちに）あらゆる男性的な資質でこの女性を飾ったのだ」と、エマに作者自身が投影されていることをいち早く見抜いて作者フローベールを喜ばせた。
ボードレールの理解のように、エマの取り付かれている様々なロマン派的な空想や憧れには作者自身の資質がそのまま反映されていると見ることもでき、フローベール自身が「ボヴァリー夫人は私なのです」と言った有名な逸話が伝説のようになっている。このエマの人物造形は、のちに理想と現実の相違に悩む様を指す「ボヴァリスム」という言葉も生んだ。
作品の舞台の一つルーアンは作者自身の生まれ故郷であり、エマが移り住む架空の村ヨアンヴィル・ラベーもルーアン近郊の村リーがモデルとされている。小説の発表以来モデルの詮索が後を絶たず、エマやその他の登場人物についても様々な推測が成されてきた。上記の友人の1人であり掲載誌『パリ評論』編集人のマクシム・デュ・カンは、フローベールの没後間もなく刊行された『文学的回想』にて、医師であったフローベールの父の弟子である軍医ドラマールとその後妻の若妻（ただし著書では間違って「ドローネー」となっている）が小説のモデルであると証言している。
リー村に開業した軍医ウージェーヌ・ドラマールは、年上の妻に先立たれた後再婚したが、その若妻は他の男との情事に走ったうえに借金を重ねて服毒自殺、夫も後を追って自殺している。デュ・カンによれば、『聖アントワーヌの誘惑』朗読の際にブイエが、この事件を題材にしてはどうかとフローベールに提言し、その後にデュ・カンとフローベールが2人で行ったエジプト旅行でナイル川の瀑布を見学している際、フローベールが主人公の名を思いつき、1850年3月に「エウレカ！（見つけた！）」と叫んだとされる。
しかし、『聖アントワーヌの誘惑』朗読の時期には、まだドラマールが生存していたことが判明しており、フローベールの書簡類と照らし合わせると、6月のブイエ宛の手紙で、「僕には草案も着想も計画もない」と述べているなど矛盾した点も多く、近年ではデュ・カンの証言自体の信憑性に疑問が呈されている。

## 翻案
映画作品は、1933年のジャン・ルノワールによる作品『ボヴァリィ夫人』をはじめ、1949年のヴィンセント・ミネリによる『ボヴァリー夫人』、1991年のクロード・シャブロルによる『ボヴァリー夫人』、1989年のアレクサンドル・ソクーロフに『ボヴァリー夫人』、2014年のソフィー・バルテスによる『ボヴァリー夫人』があり、テレビドラマ版も多い。
1951年には、エマニュエル・ボンドヴィルの作曲、ルネ・フォーショワの台本により、全3幕でオペラ化された。

### 日本版・コミカライズ
- 『ボヴァリー夫人』（作画：いがらしゆみこ、中公文庫、1997年） ISBN 9784122030282
- 『ボヴァリー夫人』（文：姫野カオルコ / 絵：木村タカヒロ、角川書店、2003年） ISBN 9784048734622）- イラスト本でのダイジェスト

## 日本語訳
日本では1916年（大正5年）に中村星湖によって初めて完訳され、早稲田大学出版部で『ボヷリイ夫人』として刊行されるが発禁となった。1920年に解除し、新潮社で新版再刊されている。
- 伊吹武彦訳、1949年、岩波文庫（上・下）、改訳1960年、改版2007年 [10]
- 村上菊一郎訳、1949年、思索社 / 角川文庫で改訂刊
- 淀野隆三訳、1952年「ボヴァリイ夫人」三笠書房　※古典教養文庫（上妻純一郎編）
- 生島遼一訳、1965年（改版1997年）※、新潮文庫 [11]
- 山田爵訳、1965年（新装版1994年）、中央公論社「世界の文学」/ 河出文庫、2009年
- 白井浩司訳、1967年、旺文社文庫、※グーテンベルク21（電子出版、2012年）
- 杉捷夫訳、1971年、筑摩書房「筑摩世界文学大系45」、他に「世界文学全集28」
- 中村光夫訳、1971年※、講談社「世界文学全集17[12]」、講談社文庫
- 菅野昭正訳、1976年、集英社「世界文学全集 第17巻」、新版「世界文学全集41」[13]
- 芳川泰久訳、2015年、新潮文庫 ※

※は電子書籍（Kindle版ほか）での再刊
なお、各種事典では『ボバリー夫人』のタイトルで掲載されており、エマのフルネームもエンマ・ボバリーと表記されている。